# Nothobranchius geminus
Nothobranchius geminus is een straalvinnige vissensoort uit de familie van de killivisjes (Nothobranchiidae). De wetenschappelijke naam van de soort is voor het eerst geldig gepubliceerd in 2002 door Wildekamp, Watters & Sainthouse.